# Lingegebied en Diefdijk Zuid
De Lingegebied & Diefdijk-Zuid is één Nederlands Natura 2000-gebied dat bestaat uit een aantal stukken van elkaar gescheiden door de rivier Linge of een straat.

De naam is Lingegebied & Diefdijk-Zuid volgens de Staatscourant en Lingegebied en Diefdijk Zuid volgens de webpagina van het Ministerie van Landbouw, Natuur en Voedselkwaliteit.
Het gebied ligt in de provincies Gelderland, Utrecht en Zuid-Holland, in de gemeenten Gorinchem, Molenlanden, Vijfheerenlanden, West Betuwe.

Lingegebied & Diefdijk-Zuid heeft geen directe aangrenzende Natura 2000-gebieden.